# Col du Grand Colombier
Col du Grand Colombier er et bjergpas (1.498 m.o.h.) i den sydlige del af Jurabjergene, i departementet Ain i Auvergne-Rhône-Alpes. Passet ligger mellem de to bjergtoppe Grand Colombier (1.534 m.o.h.) og Croix du Colombier (1.524 m.o.h.). 
Det er et af de stejleste pas i Frankrig, med lokale stigningsprocenter på over 20%.[kilde mangler] Fra Culoz i syd er stigningen på 18,3 km med en gns. stigning på 6,8%.

## Geologi
Bjergmassivet består af sen-jura kalklag, der er presset op i nordøst-sydvest gående antikliner. Desuden bærer især sydsiden form af et karst-landskab.

## Cykling
Stigningen indgår regelmæssigt i cykelløbet Tour de l'Ain, og har også indgået i Critérium du Dauphiné og Tour de l'Avenir samt i Tour de France.[kilde mangler]

### Critérium du Dauphiné
- 1988, Charly Mottet kommer først til toppen[kilde mangler]

### Tour de l'Ain
- 2012, Thibaut Pinot kører først over hele to gange[kilde mangler]

### Tour de France
| År   | Etape | Kategori | Startby                  | Målby                    | Distance (km) | Retning fra | Først på toppen          |
| ---- | ----- | -------- | ------------------------ | ------------------------ | ------------- | ----------- | ------------------------ |
| 2012 | 10    | HC       | Mâcon                    | Bellegarde-sur-Valserine | 194,5         | Syd         | Thomas Voeckler (FRA)    |
| 2016 | 15    | HC       | Bourg-en-Bresse          | Culoz                    | 160,0         | Nordvest    | Rafal Majka (POL)        |
| 2017 | 9     | HC       | Nantua                   | Chambéry                 | 181,5         | Nordvest    | Warren Barguil (FRA)     |
| 2020 | 15    | HC       | Lyon                     | Col du Grand Colombier   | 174,5         | Syd         | Tadej Pogačar (SLO)      |
| 2023 | 13    | HC       | Châtillon-sur-Chalaronne | Col du Grand Colombier   | 138           | Syd         | Michał Kwiatkowski (POL) |